# Estadio Ebal Rodríguez
El Estadio Ebal Rodríguez es un estadio de fútbol que está ubicado en el distrito de Guápiles en el cantón de Pococí, provincia de Limón, Costa Rica.
El estadio es propiedad de la municipalidad de Pococi, utilizado por el Santos de Guápiles de la Primera División de Costa Rica y el Municipal Pococí de la Primera División Femenina de Costa Rica.

## Historia

### Fundación del estadio
En el año 1964, Don Rogelio Alvarado, Don Ebal Rodríguez y con la ayuda de otros cofundadores se inició la construcción del estadio, según Don Rogelio se construyó con tucas de madera traídas desde La Roxana de Pococí. “Un señor nos regaló la madera, el Salón Multiuso se hizo con el esfuerzo de la comunidad. Le pedí a un ingeniero del MOPT que me ayudara a construir las graderías, nos regaló unos gaviones (mallas que se llenan con piedras) y no nos sirvió, no era para graderías eso, entonces lo hicimos a nuestra manera”, señaló.
“Sin ingeniero y sin nada hicimos el túnel que comunica a los camerinos con la cancha, la construcción fue una odisea pero el pueblo nos apoyó siempre”

### Actualidad
El Ebal Rodríguez se sometió a un proceso de renovación desde el año 2008. Ahora el estadio tiene grama sintética, nuevo gimnasio y las oficinas también experimentaron cambios en su infraestructura. En el sector "Sombra Norte" se han remodelado las cabinas de transmisión, la zona de camerinos y el techo. En el sector "Sol Sur" a mediados del 2018 se crearon nuevas cabinas de televisión y se planea en un futuro aumentar la capacidad del estadio de 2600 a 5000 aficionados (aproximadamente) con la ampliación de la gradería popular, además a finales del 2017 se le mejoró la iluminación para poder realizar nuevamente partidos en horas de la noche de acuerdo con las disposiciones de la Federación Costarricense de Fútbol.

## Características
El estadio cuenta con gramilla sintética con las medidas de 103 m de largo x 68 m de ancho.
La capacidad máxima estimada es de 2600 espectadores,  que se distribuyen en una gradería popular al Sur y otra techada en el Norte. En finales del Campeonato Nacional de fútbol costarricense de Primera División en las que ha participado el Santos de Guápiles como equipo local se ha logrado aumentar la capacidad original del inmueble por medio de la colocación de graderías móviles en los sectores Sur y Oeste, lo que permitió albergar más de 3000 aficionados en la final del año 2002 ante  Alajuelense y más de 5000 aficionados en la final del Torneo de Verano del año 2012 ante el  Herediano.